# Euphyia subolivescens
Euphyia subolivescens är en fjärilsart som beskrevs av W. Warren 1897. Euphyia subolivescens ingår i släktet Euphyia och familjen mätare. Inga underarter finns listade i Catalogue of Life.